# Norma Aleandro
Norma Aleandro Robledo (Buenos Aires, 2 maggio 1936) è un'attrice argentina.
È considerata un'icona culturale e una delle dive cinematografiche più popolari del suo paese.

## Biografia
Tra i ruoli che l'hanno fatta conoscere a livello internazionale si ricordano La storia ufficiale (1985), per cui vinse il premio alla miglior interpretazione femminile al Festival di Cannes e il David di Donatello per la migliore attrice straniera, Gaby - Una storia vera (1987), per cui fu candidata (prima interprete argentina ad esserlo) all'Oscar alla miglior attrice non protagonista,  e Il figlio della sposa (2001).

## Filmografia
- La muerte en las calles, regia di Leo Fleider (1952)
- El último piso, regia di Daniel Cherniavsky (1962)
- Gente conmigo, regia di Jorge Darnell (1967)
- La fiaca, regia di Fernando Ayala (1969)
- Los herederos, regia di David Stivel (1970)
- Güemes - la tierra en armas, regia di Leopoldo Torre Nilsson (1971)

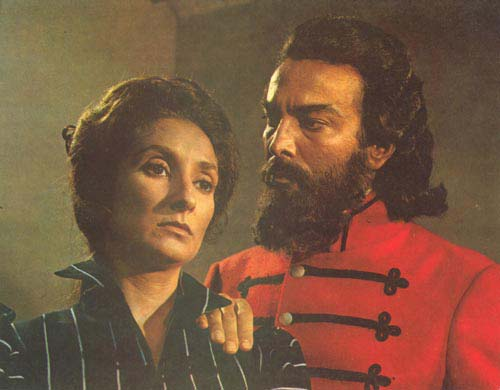
Güemes - la tierra en armas

- Operación masacre, regia di Jorge Cedron (1973)
- Los siete locos, regia di Leopoldo Torre Nilsson (1973)
- La tregua, regia di Sergio Renán (1974)
- Las sorpresas, regia di Alberto Fischerman, Carlos Galettini e Luis Puenzo (1975)
- No toquen a la nena, regia di Juan José Jusid (1976)
- Tobi, regia di Antonio Mercero (1978)
- Las verdes praderas, regia di José Luis Garci (1979)
- La storia ufficiale (La historia oficial), regia di Luis Puenzo (1985)
- Gaby - Una storia vera (Gaby - A True Story), regia di Luis Mandoki (1987)
- La entrevista, regia di Silvia Gómez Aguirre - cortometraggio (1988)
- Cugini (Cousins), regia di Joel Schumacher (1989)
- Vital signs: un anno, una vita (Vital Signs), regia di Marisa Silver (1990)
- Cien veces no debo, regia di Alejandro Doria (1990)
- Las tumbas, regia di Javier Torres Maldonado (1991)
- Vértigos, regia di Mariela Yeregui - cortometraggio (1993)
- Facundo, la sombra del tigre, regia di Nicolás Sarquís (1995)
- Sol de otoño, regia di Eduardo Mignogna (1996)
- Carlos Monzón, el segundo juicio, regia di Gabriel Arbós (1996)
- Prohibido, regia di Andrés Di Tella (1997)
- El faro, regia di Eduardo Mignogna (1998)
- Cuore illuminato (Corazón iluminado), regia di Héctor Babenco (1998)
- Una notte con Sabrina Love (Una noche con Sabrina Love), regia di Alejandro Agresti (2000)
- Il figlio della sposa (El hijo de la novia), regia di Juan José Campanella (2001)
- La fuga, regia di Eduardo Mignogna (2001)
- Todas las azafatas van al cielo, regia di Daniel Burman (2002)
- Deseo, regia di Gerardo Vera (2002)
- Cleopatra, regia di Eduardo Mignogna (2003)
- Live-in Maid (Cama adentro), regia di Jorge Gaggero (2004)
- Il mio nuovo strano fidanzato (Seres queridos), regia di Dominic Harari e Teresa Pelegri (2004)
- Ay Juancito, regia di Héctor Olivera (2004)
- El buen destino, regia di Leonor Benedetto (2005)
- Tupac, el grito, regia di Oscar Di Sisto (2005)
- Patoruzito: La gran aventura, regia di José Luis Massa (2006)
- Pura sangre, regia di Leo Ricciardi (2006)
- Martín Fierro, el ave solitaria, regia di Gerardo Vallejo (2006)
- El país de nomeacuerdo, regia di Guille Mealla (2006)
- Maradona - La mano de Dios, regia di Marco Risi (2007)
- Más que un hombre, regia di Dady Brieva e Gerardo Vallina (2007)
- Identidad perdida, regia di Nicolás Gil Lavedra - cortometraggio (2007)
- Quella sera dorata (The City of Your Final Destination), regia di James Ivory (2009)
- Anita, regia di Marcos Carnevale (2009)
- Música en espera, regia di Hernán Golfrid (2009)
- Paco (II), regia di Diego Rafecas (2009)
- Cuestión de principios, regia di Rodrigo Grande (2009)
- Andrés no quiere dormir la siesta, regia di Daniel Bustamante (2009)
- Dormir al sol, regia di Alejandro Chomski (2010)
- Historias Breves VI: Rosa, regia di Mónica Lairana - cortometraggio (2010)
- Cruzadas, regia di Diego Rafecas (2011)
- El derrotado, regia di Javier Torre (2011)
- Familia para armar, regia di Edgardo González Amer (2011)
- La suerte en tus manos, regia di Daniel Burman (2012)
- El Pozo, regia di Rodolfo Carnevale (2012)
- Cuidado con lo que sueñas, regia di Geyka Urdaneta (2013)
- Angelita la doctora, regia di Helena Tritek (2014)
- El espejo de los otros, regia di Marcos Carnevale (2015)

## Riconoscimenti
- Premio Oscar
  - 1988 – Candidatura alla miglior attrice non protagonista per Gaby - Una storia vera

## Doppiatrici italiane
- Ludovica Modugno in Il mio nuovo strano fidanzato, Quella sera dorata
- Vittoria Febbi in La storia ufficiale
- Alba Cardilli in Gaby - Una storia vera
- Sonia Scotti in Cugini
- Angiolina Quinterno in Il figlio della sposa
- Aurora Cancian in Una notte con Sabrina Love